# Друга промова Русина про народження Христа
«Друга промова Русина про народження Христа» (лат. Ulio Concio ruthena pro Nativate Oni (Domini)) — анонімний сатиричний твір білоруської літератури першої половини XVIII століття. Входить до рукописної збірки творів білоруською, латинською та польською мовами (написані в 1711—1741 роках, частково опубліковані 1965 року). Написаний білоруською латинкою, цитати з релігійної літератури — латинською мовою, трапляється польська та російська лексика. Твір побудовано за канонами церковної проповіді, яка базується на традиційному релігійному сюжеті (пастухи — вівці — вовки), наповненому відповідним змістом. У творі розкриті просвітницькі ідеї та впорядкованість, вишуканість стилю бароко. Напевно, він належить тому ж автору, що й «Промова Русина».
| Література | Це незавершена стаття про літературу. Ви можете допомогти проєкту, виправивши або дописавши її. |